# Сёрф-терапия

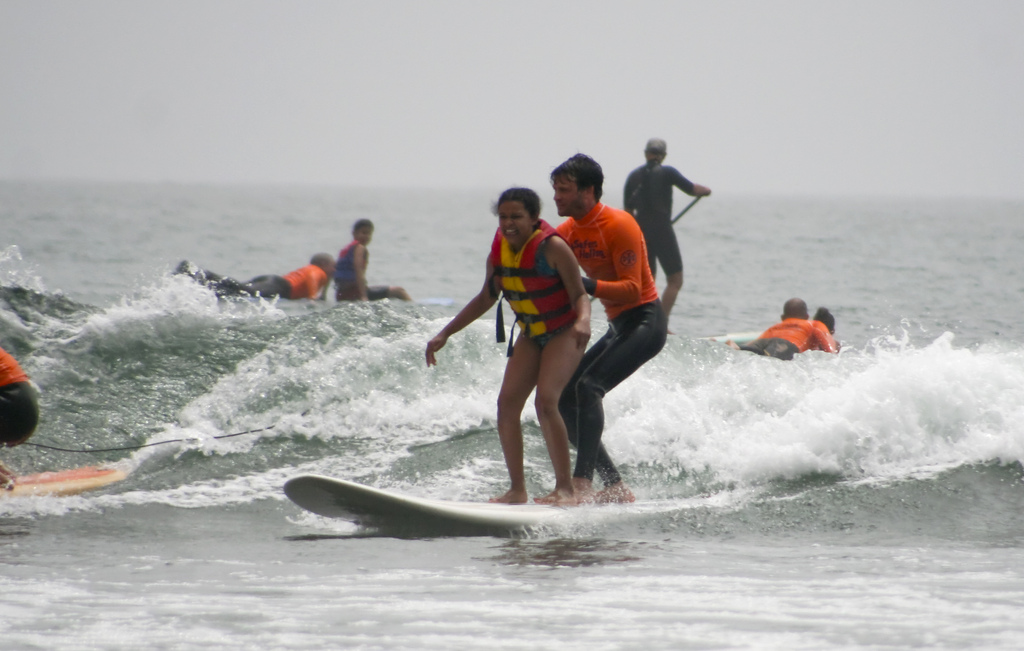
Адаптивный сёрфинг, Малибу, Калифорния

Сёрф-терапия, сёрфинг терапия (англ. Surf therapy), адаптивный сёрфинг — это разновидность адаптивной терапии, направленной на выравнивание эмоционального фона и улучшения ментального здоровья с применением техники адаптивного сёрфинга . Данное понятие  напрямую относится к адаптивной физической культуре, парасёрфингу (вид адаптивного спорта), а также частично — к природной терапии .

## Описание
Целебное влияние морской воды и водных процедур на организм человека известно на протяжении веков и отразилось в практиках, основанных на талласотерапии.
Можно выделить следующие основные аспекты сёрф-терапии. Во-первых, через взаимодействие с водой участник терапии может ощутить себя частью природы и мирового океана, что способствует снижению уровня стресса, повышает чувство счастья и связности с окружающим миром. Во-вторых, занятие  адаптивным водным спортом улучшает координацию и выносливость, а выработка эндорфинов способствует ощущению счастья. В-третьих, проведение занятий в группах создает для участников чувство общности и поддержки, а также безопасную среду для сопереживания и обмена опытом. В то же время, концентрация, терпение и применение водных навыков позволяют отвлечься от навязчивых мыслей и тревоги. В заключении, сопровождение физической активности регулярной психологической поддержкой специалиста-психотерапевта позволяет достичь эффективных результатов.

## Теория и практическое применение
Начиная с 2010-х годов в Великобритании, США, Австралии, Франции и России растет количество академических и прикладных исследований в области выявления и систематизации знаний по благотворительному влиянию адаптивного сёрфинга и морской среды на психику и физиологическое состояние детей, подростков, ветеранов войны и людей с ограниченными возможностями.
Одним из основных примеров можно считать успешное применение данной терапии в виде эксперимента, который прошел в 2010 году в Корнуолле при участии малых благотворительных или некоммерческих организаций и их поддержке местными отделениями национальной службы здравоохранения в Англии и Шотландии (англ. NHS). Сейчас данная практика стала повсеместной.
Практическое применение и адаптация исследований проходит в начавших открываться под эгидой национальных сёрфинговых ассоциаций реабилитационных и адаптивных программ и центров здоровья по всему миру, включая Россию (Калининград и Владивосток), Калифорнию (Лос-Анжелес), Кейптаун, Великобританию, Францию и Австралию.